# Martin de Esparza Artieda
Martin de Esparza Artieda (Ezcároz, 5 de marzo de 1606 – Roma, 21 de abril de 1689) fue un jesuita y filósofo español. 

## Biografía
Martin de Esparza Artieda ingresó en la Compañía de Jesús cuando contaba quince años. Tras sus estudios fue nombrado profesor de Filosofía en Valladolid, Salamanca y Roma. Durante veinte años fue Prepósito General de los Jesuitas y Censor de libros; calificador de la Santa Inquisición romana; Consultor de la Sagrada Congregación de Ritos; Teólogo de la Penitenciaría y Examinador de la Pontifical de obispos.
Intervino en las polémicas de su tiempo sobre teología moral. Sus escritos se recogen en “Cursus Theologicus” (Lyon, 1666). 